# Denise Legeay
Pour les articles homonymes, voir Legeay.
Denise Augusta Marguerite Legeay, née le 22 janvier 1898 à Courdemanche dans la Sarthe et morte le 27 mai 1968 à Paris 10e, est une actrice française du cinéma muet.

## Filmographie
- 1921 : L'Infante à la rose de Henry Houry
- 1923 : Bonheur conjugal de Robert Saidreau : l'actrice
- 1922 : Le Mauvais garçon d'Henri Diamant-Berger : la jeune fille
- 1922 : Vingt Ans après, série en 10 épisodes d'Henri Diamant-Berger : Madame de Longueville
  - Le fantôme de Richelieu
  - Le donjon de Vincennes
  - La bataille de Lens
  - Le fils de Milady
  - La guerre des rues
  - Dans les camps opposés
  - Au pied de l'échafaud
  - La felouque de l'Eclair
  - La bataille de Charenton
  - L'aventure du Cardinal Mazarin
- 1923 : L'Idée de Françoise de Robert Saidreau
- 1923 : Le Vol de Robert Péguy : Maud Graham
- 1924 : Ce cochon de Morin de Victor Tourjanski : Henriette
- 1924 : Credo ou la Tragédie de Lourdes de Julien Duvivier
- 1924 : Fidélité (J'ai tué!) de Roger Lion : la baronne de Calix
- 1924 : Le Signe de la mort de Georges Gauthier
- 1924 : L'Homme sans nerfs (der mann ohne nerven) de Harry Piel et Gérard Bourgeois : Lizzie
- 1925 : Face à la mort (ou Plus rapide que la mort) de Harry Piel et Gérard Bourgeois : Lizzie
- 1925 : Au secours!! (Achtung Harry ! Augen Auf !) de Harry Piel : Ethel Horst
- 1926 : Zigano de Harry Piel : Fiametta